# Misiunea (film)
Misiunea (în engleză The Mission) este un film britanic din 1986 despre experiențele unui misionar iezuit în America de Sud a secolului al XVIII-lea. Filmul a fost scris de Robert Bolt și regizat de Roland Joffé. Din distribuție fac parte Robert De Niro, Jeremy Irons și Liam Neeson. Filmul a câștigat premiul Palme d'Or și Premiul Oscar pentru cea mai bună imagine. În aprilie 2007 a fost selectat primul în topul celor mai bune 50 de filme religioase, top realizat de revista Church Times. Muzica, compusă de Ennio Morricone, a fost clasată pe locul 23 în topul celor mai bune 100 de teme muzicale din filme în clasamentul Institutului American de Film.
Ca loc al desfășurării acțiunii a fost reconstituită misiunea São Miguel das Missões.

## Rezumat
Acțiunea filmului este plasată în contextul rivalității spaniolo-portugheze din America de Sud. Prin tratatul de la Madrid din anul 1750 Spania și Portugalia au convenit expansiunea portugheză în zona Cascadelor de pe Iguazú. În jungla respectivă misionarii iezuiți primiseră din partea regatului Spaniei privilegiul de a edifica reducțiuni pentru triburile guaraní. Aceste triburi erau ținta vânătorilor portughezi de sclavi, iar privilegiile iezuiților interziceau vânătoarea de oameni pe teritoriile atribuite lor. După ce Spania a vândut Portugaliei coloniile respective, situația s-a schimbat, iar iezuiții au fost somați de noii stăpâni să părăsească zona, pentru a nu mai împiedica afacerile.
Scopul părintelui Gabriel (Jeremy Irons) este de a-i educa și converti pe indigeni. Însă el ajută și alte persoane, cum ar fi pe Mendoza (Robert De Niro), un fost vânător portughez de sclavi, care are o conștiință foarte încărcată. Mendoza, recunoscut de băștinași, este privit la început cu teamă și dușmănie, însă prin intermediul părintelui Gabriel este acceptat și integrat în reducțiune⁠(en)[traduceți]. Mai mult decât atât, cunoscând nedreptățile la care erau supuși indigenii, Mendoza își însușește cauza lor și opune rezistență fizică autorităților portugheze.

## Distribuție
- Robert De Niro – Rodrigo Mendoza
- Jeremy Irons – Părintele Gabriel
- Ray McAnally – Cardinalul Altamirano
- Aidan Quinn – Felipe Mendoza
- Cherie Lunghi – Carlotta
- Ronald Pickup – Hontar
- Chuck Low – Cabeza
- Liam Neeson – Fielding
- Bercelio Moya – băiatul indian
- Asuncion Ontiveros – șeful indian
- Daniel Berrigan – Sebastian
- Rolf Gray – tânărul iezuit
- Álvaro Guerrero – iezuit

## Premii și nominalizări

### Premiul Oscar
- Premiul Oscar pentru cea mai bună imagine - Chris Menges (câștigat)
- Premiul Oscar pentru cea mai bună regie artistică - Stuart Craig, Jack Stephens (nominalizat)
- Premiul Oscar pentru cele mai bune costume - Enrico Sabbatini (nominalizat)
- Premiul Oscar pentru cel mai bun regizor - Roland Joffé (nominalizat)
- Premiul Oscar pentru cel mai bun montaj - Jim Clark (nominalizat)
- Premiul Oscar pentru cea mai bună coloană sonoră - Ennio Morricone (nominalizat)
- Premiul Oscar pentru cel mai bun film - Fernando Ghia, David Puttnam (nominalizat)

### Premiul BAFTA
- BAFTA pentru cel mai bun actor în rol secundar - Ray McAnally (câștigat)
- BAFTA pentru cel mai bun montaj - Jim Clark (câștigat)
- BAFTA pentru cea mai bună coloană sonoră - Ennio Morricone (câștigat)
- BAFTA pentru cea mai bună imagine - Chris Menges (nominalizat)
- BAFTA pentru cele mai bune costume - Enrico Sabbatini (nominalizat)
- BAFTA pentru cel mai bun regizor - Roland Joffé (nominalizat)
- BAFTA pentru cel mai bun film - Fernando Ghia , David Puttnam , Roland Joffé (nominalizat)
- BAFTA pentru cea mai bună regie artistică - Stuart Craig (nominalizat)
- BAFTA pentru cel mai bun scenariu original - Robert Bolt (nominalizat)
- BAFTA pentru cel mai bun sunet - Ian Fuller , Bill Rowe , Clive Winter (nominalizat)
- BAFTA pentru cele mai bune efecte vizuale - Peter Hutchinson (nominalizat)

### Premiul Globul de Aur
- Premiul Globul de Aur pentru cea mai bună coloană sonoră - Ennio Morricone (câștigat)
- Premiul Globul de Aur pentru cel mai bun scenariu - Robert Bolt (câștigat)
- Premiul Globul de Aur pentru cel mai bun regizor - Roland Joffé (nominalizat)
- Premiul Globul de Aur pentru cel mai bun film (dramă) (nominalizat)
- Premiul Globul de Aur pentru cel mai bun actor (dramă) - Jeremy Irons (nominalizat)